# Lucie Bréardová
Lucie Marie Bréardová, provdaná Jurionová (12. září 1902 Paříž – 26. června 1988 Saumur) byla francouzská průkopnice ženské lehké atletiky a členka klubu Fémina Sport, která soutěžila v běhu, skoku do dálky, skoku do výšky a hodu oštěpem. Byla mistryní Francie v přespolním běhu v letech 1920 a 1921 a v běhu na 1000 metrů v letech 1920 a 1921. V roce 1921 vytvořila světový rekord v běhu na 800 metrů časem 2:30,2. Na mezinárodních ženských atletických závodech v roce 1921 v Monte Carlu vyhrála závod na 800 metrů, byla druhá na 250 metrů a ve štafetě 4×200 metrů a ve skoku do dálky. Na prvních oficiálních Ženských světových hrách uspořádaných v roce 1922 v Paříži získala prvenství na trati 1000 metrů. Závodní kariéru ukončila v roce 1926.